# Stephan Kempe

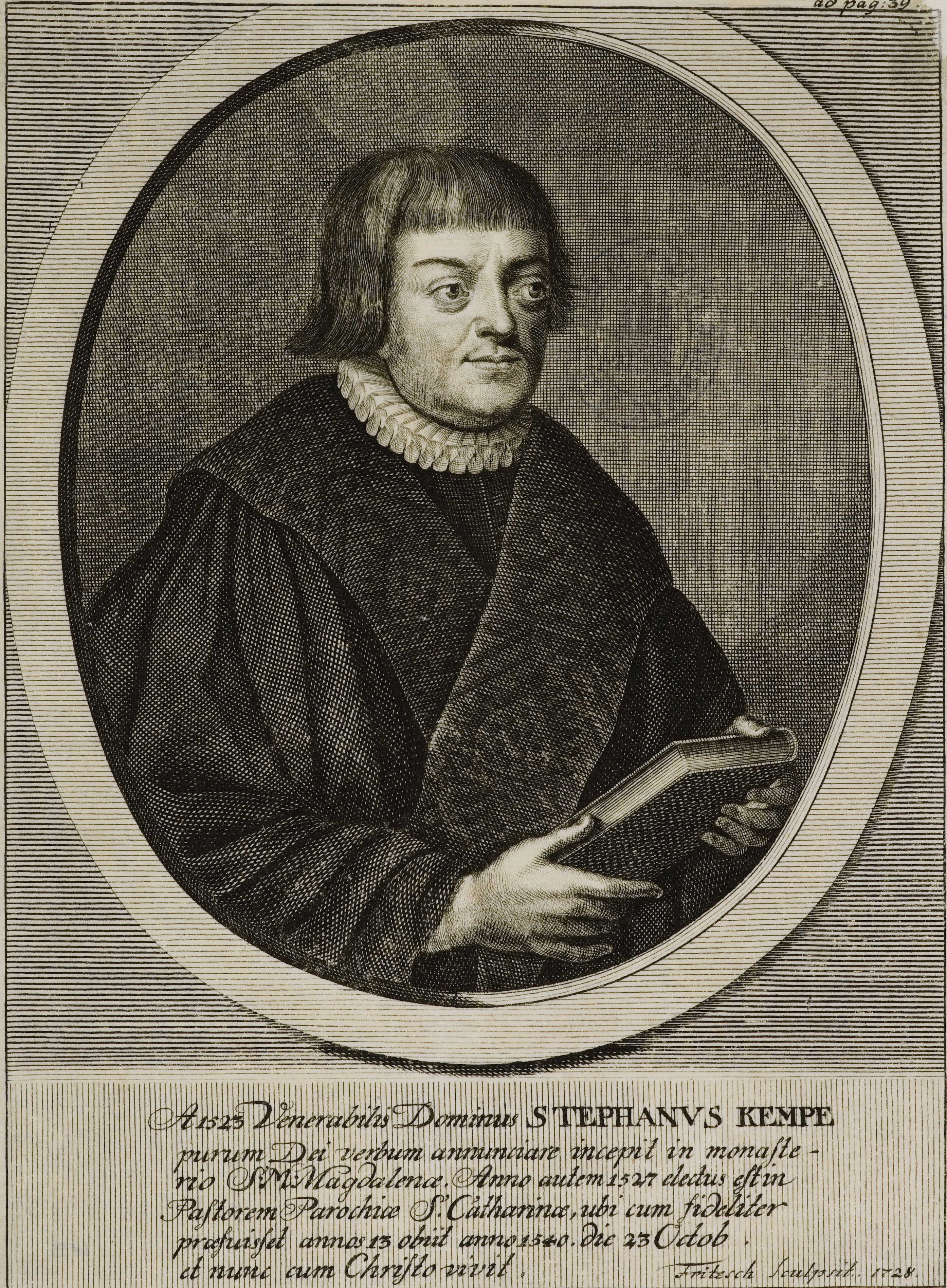
Stephan Kempe (1717)

Stephan Kempe, auch Stefan Kempe (* vor 1521; † 23. Oktober 1540 in Hamburg) war lutherischer Theologe und Reformator.

## Leben
Aus Kempes Frühzeit ist wenig überliefert. Man begegnet ihm zuerst 1521, als er im April zum Studium nach Rostock gekommen war. In Rostock trat er in die Sächsische Provinz des Franziskanerordens ein und wohnte im Kloster St. Katharinen. Immatrikuliert ist er als Ordensgeistlicher Stephanus de Kempis. 1523 wurde er als Prediger ins Hamburger Maria-Magdalenen-Kloster versetzt.
Dieser sollte ursprünglich nach Rostock zurückbeordert werden, konnte aber seine reformatorische Tätigkeit vor Ort fortführen, da einzelne Hamburger dies forderten und bei Ausschlagung ihrer Forderung dem Kloster ihre Spenden vorenthalten wollten.
Kempe predigte dort bald die reformatorische Lehre des Martin Luther. Die Mehrzahl der Bürger war von ihm dermaßen angetan, dass sie ihn 1527 zu ihrem Pfarrer an St. Katharinen wählte. Nun legte Kempe die Kutte ab. Als Pfarrer muss er sehr gewissenhaft gewesen sein. 1528 beteiligte er sich an der großen Disputation, bei der er mit Johann Fritze aus Lübeck gegen acht Mönche der alten Lehre stritt. Dieses Gespräch entschied die kirchliche Lage in Hamburg. Kempe hat darüber selbst einen Bericht verfasst. Gemeinsam mit Johannes Bugenhagen nahm er 1529 an der Flensburger Disputation teil. Sie führte dazu, dass der ehemalige „lutherische Sendbote“ und spätere Täufer Melchior Hofmann Schleswig-Holstein verlassen musste.
Mit der Durchführung der Reformation, die der Hamburger Rat beschlossen hatte, wurde Johannes Bugenhagen beauftragt. In einjähriger Tätigkeit schrieb er die Kirchenordnung für Hamburg.
Als um dieselbe Zeit sich die Lage auch in der Hansestadt Lüneburg klärte und der Rat am 28. März 1529 beschloss, die altkirchlichen Bräuche abzuschaffen, wurde Kempe nach Lüneburg berufen. Unter Verwendung der Kirchenordnung von Hamburg arbeitete er eine solche für Lüneburg aus. Nach zehn Monaten kehrte er wieder nach Hamburg zurück, wo er sein Pröve-Book schrieb. Über das weitere Wirken des Reformators von Lüneburg ist nichts Näheres bekannt.
An Kempe erinnert in Hamburg eine Klinker-Statue an der Fassade der Barmbeker Bugenhagenkirche. Die „Stephan-Kempe-Kirche“, ein 1909 erbautes Gemeindezentrum der Katharinenkirche in Hamburg-Hammerbrook, wurde im Juli 1943 im Feuersturm der Operation Gomorrha zerstört und nicht wieder aufgebaut.

## Schriften
- Up des Abbates van Sunte Michael tho Luenenborch vnd sines Proeue Esels Proeuebock Antworth Stephani Kempen Predigers des Euangelij Christi tho Hamborch. Mit einer Vorrede von Johannes Bugenhagen. Hamburg: Georg Richolff d. J. 1531